# Nonino
Nonino è un'azienda distillatrice e produttrice di grappe italiana fondata nel 1897 nel Friuli-Venezia Giulia.

## Storia
La prima distilleria Nonino fu fondata da Orazio Nonino a Ronchi di Percoto, in Friuli-Venezia Giulia, nel 1897.

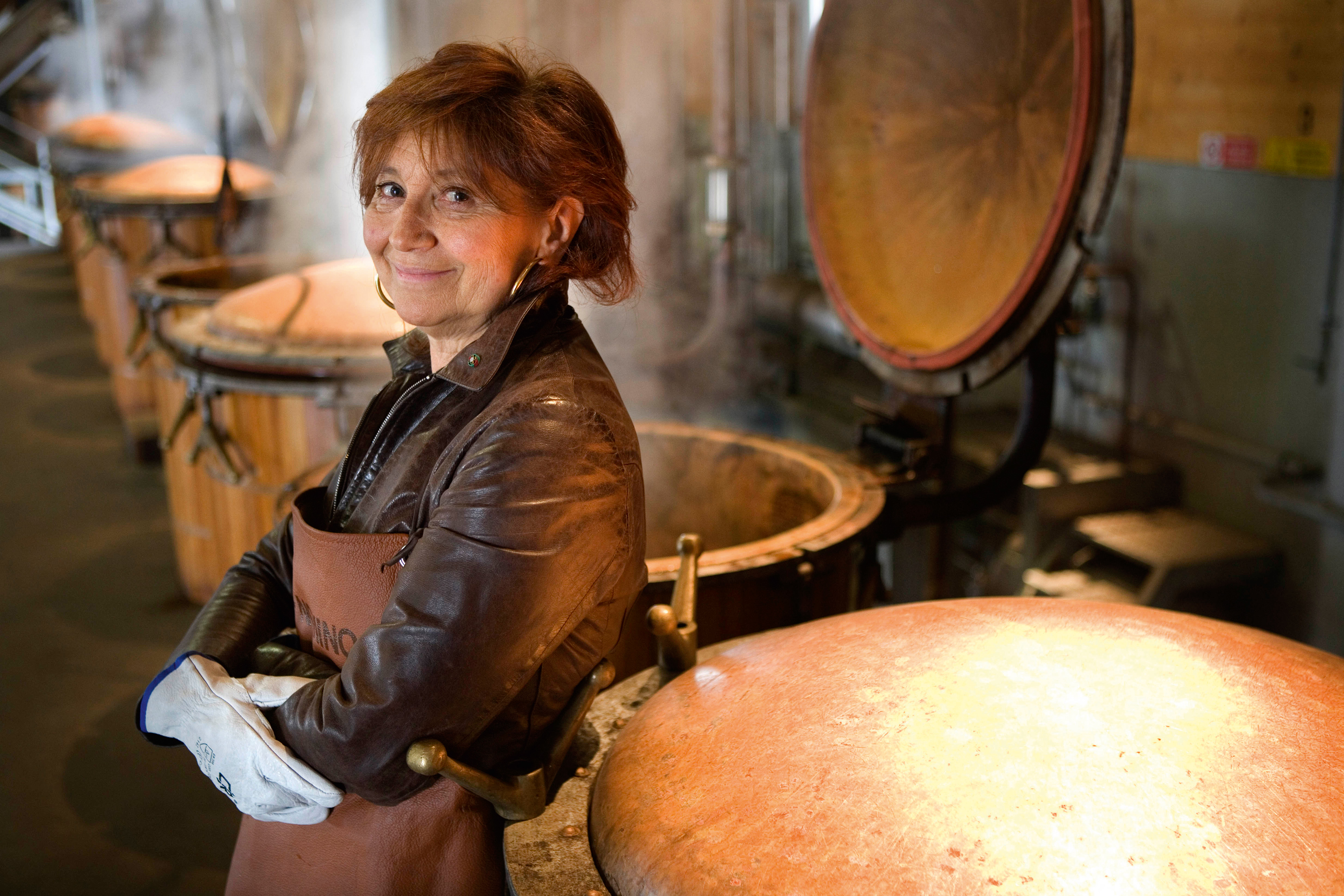
Giannola Nonino

Nel 1973 Benito Nonino, bisnipote del fondatore Orazio, assieme alla moglie Giannola, creò la grappa di singolo vitigno distillando le  vinacce dell'uva Picolit. Successivamente la gestione dell'azienda passò alle loro tre figlie, Cristina, Antonella ed Elisabetta. La sesta generazione è rappresentata in azienda da Francesca Bardelli Nonino, responsabile web e mercati esteri.
Alla fine del 2023, dopo essere già entrate nel mondo del cocktail ed aver festeggiato i 50 anni del Monovitigno Grappa Nonino a Roma all'Iba World cocktail championship, il campionato mondiale del cocktail, le tre sorelle Nonino hanno annunciato un piano di espansione in Messico per il 2024.
Dal 1975 al 2024 (anno della sua morte), Benito promosse il Premio Nonino: un riconoscimento internazionale dedicato a personalità che si sono distinte nel valorizzare la cultura e la civiltà contadina.

## Prodotti
- Grappa: si ottiene distillando la vinaccia.
- Acquavite d'uva, creata nel 1984 da Benito e Giannola Nonino, distillando in un'unica volta buccia, polpa e succo d'uva.
- Distillato di miele, acquavite ottenuta dalla distillazione del miele.
- Distillato di frutta.
- Amaro, prodotto con una miscela di erbe.
- Liquore al sentore di mandorla, ottenuto da acquavite di prugna.

## Premio Internazionale Nonino
Nonino ha fondato il Premio Internazionale Nonino, nato per premiare e conservare le tradizioni friulane, ma che si è trasformato in un prestigioso premio letterario. Il premio è stato fondato nel 1975.
- 1984: Jorge Amado (Brasile)

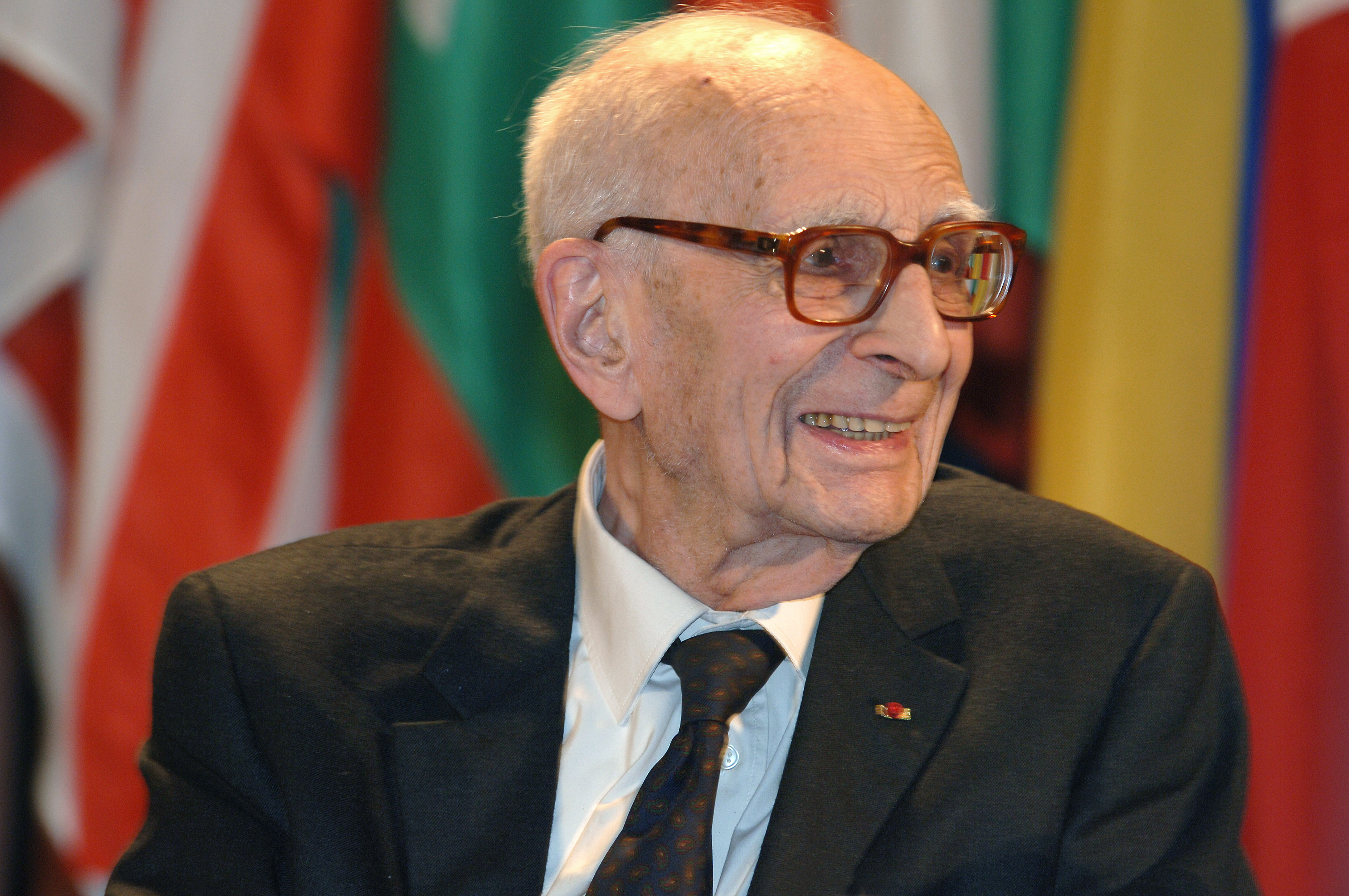
Claude Lévi-Strauss

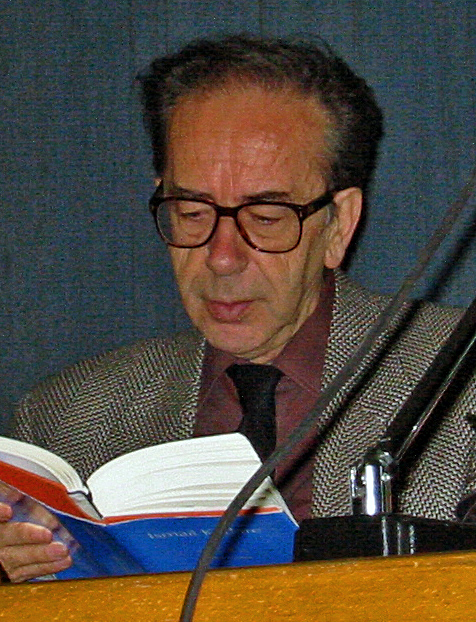
Ismail Kadare

- 1985: Léopold Sédar Senghor (Senegal)
- 1986: Claude Lévi-Strauss (Francia)
- 1987: Henry Roth (Stati Uniti)
- 1988: Aron Jakovlevič Gurevič (Russia)
- 1989: Jacques Brosse (Francia)
- 1990: Érik Orsenna (Francia)
- 1991: Álvaro Mutis (Colombia)
- 1992: Ah Cheng (Cina)
- 1993: V.S. Naipaul (Trinidad)
- 1994: Chinua Achebe (Nigeria)
- 1995: Jaan Kross (Estonia)
- 1996: Edward Saïd (Stati Uniti)
- 1997: Yaşar Kemal (Turchia)
- 1998: Amin Maalouf (Libano)
- 1999: Adunis (Siria)
- 2000: Hugo Claus (Belgio)
- 2001: Ngũgĩ wa Thiong'o (Kenia)
- 2002: Norman Manea (Romania)
- 2003: John Banville (Irlanda)
- 2004: Tomas Tranströmer (Svezia)
- 2005: Mo Yan (Cina)
- 2006: Jakuchō Setouchi (Giappone)
- 2007: Harry Mulisch (Paesi Bassi)
- 2008: William Trevor (Irlanda)
- 2009: Chimamanda Ngozi Adichie (Nigeria)
- 2010: Siegfried Lenz (Germania)
- 2011: Javier Marías (Spagna)
- 2012: Yang Lian (Cina)
- 2013: Jorie Graham (Stati Uniti)
- 2014: Antonio Lobo Antunes (Portogallo)
- 2015: Yves Bonnefoy (Francia)
- 2016: Lars Gustafsson (Svezia)
- 2017: Pierre Michon (Francia)
- 2018: Ismail Kadare (Albania)
- 2019: Juan Octavio Prenz (Argentina)
- 2020: non assegnato
- 2021: non assegnato
- 2022: David Almond (Regno Unito)
- 2023: non assegnato
- 2024: Alberto Manguel (Argentina)